# 10 Tigers from Kwangtung
10 Tigers of Kwangtung je hongkonški akcijski film iz 1979. godine, kojeg je režirao Chang Cheh a producirala Mona Fong. Film predstavlja jednu od Chang Chehovih priča o povijesnom rivalitetu Shaolina s dinastijom Qing i Canton Tigrovima. U filmu glavne uloge tumače Ti Lung i Fu Sheng.

## Radnja
Film sadržava dvije priče koje pripovijedaju o izvornih 10 Tigrova i njihovim sljedbenicima. U početnoj sceni filma Tung Chi (Wang Li) i njegov nećak proganjaju sljedbenike (Tigrova), kako bi im se osvetili za smrt Wang Li-evog brata, generala Langa. Nadalje, nakon što uspiju ubiti jednog od sljedbenika, Wang Chow Ming (Lung Tung Sheng) i Lin Fu Sheng (Chin Siu-Ho) započinju pripovijedati priču o izvornih 10 Tigrova:
Protu-Ch'ing revolucionarni vođa Chai Min Yu (Ku Feng) biva proganjan od strane Manchu generala Lianga (Wang Lung Wei). U trenutku kada biva skoro uhvaćen, iz sigurne smrti, ga spašava maskirani čovjek, koji potom zajedno s njim i nestaje. Nedugo potom otkriva se kako je maskirani čovjek zapravo Li Jen Chiao (Ti Lung), odani bivši čovjek Šhaolina i vlasnik gradske zalagaonice. Nadalje, Li Jen Chiao skriva Min Yua u stražnjem dijelu svoje zalagaonice, nakon čega šalje svog mlađeg brata Tan Minga (Fu Sheng) da zatraži pomoć od dvojice ljudi, Wan Yi Linga (Sun Chien) i Su He Hua (Lu Feng), koji su također nekoć pripadali Shaolin redu a koji trenutno žive u gradu. No, Tan Ming je osoba vrlo vatrenog temperamenta, koja konstantno pokreće tučnjave, pa u skladu s time on započinje tučnjavu i s Wan Yi Lingom i Su He Huom, prije nego što uopće stigne objasniti razlog svog posjeta. Srećom, Li Jen Chiao na vrijeme uspijeva razjasniti nastalu situaciju, nakon čega mu se Wan Yi Ling i Su He Hu sa zadovoljstvom zaklinju na odanost. Njima se također pridružuju i odana shaolinska braća Wong Yin Lin (Wei Pai) i Wong Kee Ying, kao i prosjak Su (Kuo Chui), Željezni prst Chung (Lo Mang), Chu Yu Sheng (Chiang Sheng). Posljednje spomenuti trojac se pridružuje Li Jen Chiaovom timu iz razloga kako bi pomogao revolucionaru u njegovom bjegu i ubojstvu generala Lianga. 
Potom se radnja seli u budućnost u kojoj Lung Tung Sheng i Chin Siu-Ho planiraju protunapad, u kojem žele ubiti Tung Chia i njegovog nećaka prije nego što oni uspiju ubiti presotalih 10 Tigrova.

## Glavne uloge
- Ti Lung kao Li Jen Chiao
- Lu Feng kao Su He Hu
- Fu Sheng kao Tang Ming
- Kuo Chui kao prosjak Su
- Wang Lung Wei kao general Liang
- Sun Chien kao Wan Yi Ling
- Ku Feng kao Chai Min Yu
- Lung Tung Sheng kao Wang Chow Ming
- Chin Siu Ho kao Lin Fu Sheng
- Wang Li kao Tung Chi

## Vanjske poveznice
- 10 Tigers from Kwangtung u internetskoj bazi filmova IMDb-a
- 10 Tigers from Kwangtung[neaktivna poveznica] na All Movie Guide profile
- 10 Tigers from Kwangtung na LoveHKfilm.com